# 墓場派
墓場派（はかばは、墓地派、Graveyard Poets, Graveyard School , Churchyard Poets）とは、18世紀イングランドの、墓場を背景として、死すべき運命についての憂鬱な瞑想や、「骸骨と棺、墓碑銘と蠕虫」（ブレア『The Grave』23）を特徴とした、前ロマン主義の詩人たちを指す。後の「墓場派」詩人たちはさらにこれに、崇高かつ神秘的な感覚や、古代イングランドの詩形や民謡詩への関心を付加した。しばしば「墓場派」はゴシックの先駆けと見なされる。

## 墓場派の代表的詩人
墓場派に含まれるのは以下のような詩人たちである。
- トマス・パーネル（Thomas Parnell, 1679年 - 1718年）
- エドワード・ヤング（Edward Young, 1683年 - 1765年）
- ロバート・ブレア（Robert Blair, 1699年 - 1746年）
- トマス・グレイ（Thomas Gray, 1716年 - 1771年）
- ウィリアム・コリンズ（William Collins, 1721年 - 1759年）
- マーク・エイケンサイド（Mark Akenside, 1721年 - 1770年）
- ジョゼフ・ワートン（Joseph Warton, 1722年 - 1800年）
- トマス・ワートン（Thomas Warton, 1728年 - 1790年）
- トマス・パーシー（Thomas Percy, 1729年 - 1811年）
- ジェームズ・マクファーソン（James MacPherson, 1736年 - 1796年）
- トーマス・チャタートン（Thomas Chatterton, 1752年 - 1770年）
- ヘンリー・カーク・ホワイト（Henry Kirke White, 1785年 - 1806年）

ジェームズ・トムソン（James Thomson, 1700年 - 1748年）が墓場派に加えられることもある。

## 例
墓場派最初の詩と言われているのは、トマス・パーネルの『A Night-Piece on Death』（1721年）で、死の王がその骨の王国から挨拶する。
"When men my scythe and darts supply
How great a King of Fears am I!" (61-62)
（大意「我が大鎌と矢が与えられる時、我は何と偉大な恐怖の王であることか!」）
後の特徴的な詩では、墓場にいる孤独な旅人が哀れさを誘う、エドワード・ヤングの『Night Thoughts』（1742年）がある。
The vale funereal, the sad cypress gloom;
The land of apparitions, empty shades! (117-18)
（大意「葬送の谷、憂鬱なイトスギ、幽霊の地、空虚な影!」）
ロバート・ブレアの『The Grave』（1743年）は、さらに暗く、ぞっとする趣向と結びついている。
Wild shrieks have issued from the hollow tombs;
Dead men have come again, and walked about;(51-2)

（大意「狂ったような悲鳴がうつろな墓からあがった。死者が蘇り、あたりを歩き回る」）
しかし、トマス・グレイの『墓畔の哀歌（Elegy in a Country Churchyard）』（1750年）の有名な冒頭の韻文は、より瞑想的で落ち着いた雰囲気を為し得ている。
The curfew tolls the knell of parting day.
The lowing herd winds slowly o'oer the lea,
The ploughman homeward plods his weary way,
And leaves the world to darkness and to me. (1-4)
（大意「晩鐘が日暮れを告げる。モーモー泣く牛の群がゆっくりと草地を進み、農夫は重い足取りで家路をたどり、世界を暗闇と私にゆだねる。」）
「墓場派」の詩人たちは、一般読者の心をかきたて、18世紀後半の英語詩の雰囲気と形式に変化を起こし、その変化は最終的にはロマン主義を導いた。